# In the Realms of the Unreal
In the Realms of the Unreal è un documentario del 2004, diretto da Jessica Yu, sull'esponente dell'Outsider art Henry Darger.
Ha vinto il Premio per il Miglior Documentario del National Film Board al Vancouver International Film Festival del 2004.

## Trama
Henry Darger, un oscuro addetto alle pulizie di un ospedale cattolico, è noto per la scoperta postuma del suo elaborato manoscritto di 15.143 pagine, The Story of the Vivian Girls, in What is Known as the Realms of the Unreal, of the Glandeco-Angelinnian War Storm, Caused by the Child Slave Rebellion, oltre a diverse centinaia di acquarelli e dipinti realizzati per illustrare il racconto.

## Produzione
Lo stile del film è inusuale per i documentari. Siccome ci sono solo tre foto che ritraggono Darger, e a causa del fatto che abbia vissuto una vita da recluso, il film è una narrazione di un racconto biografico, accompagnato da immagini animate degli eventi descritti nella sua unica opera. Sono state incluse anche interviste con i pochi vicini e conoscenti che hanno interagito con lui.